# Jökulsá á Dal
Il fiume Jökulsá á Dal (chiamato anche Jökulsá á Brú o semplicemente Jökla) nasce dal ramo Brúarjökull del ghiacciaio Vatnajökull, nell'est dell'Islanda, e scorre per tutto il suo tragitto nella regione di Austurland, per poi sfociare nell'Oceano Atlantico nella baia di Héraðsflói.
È sicuramente il più lungo fiume glaciale dell'intera regione est, ma non è guadabile a causa delle sue profondità troppo elevate e per la fortissima corrente.
Alcuni cavi vettoriali furono tirati nel diciottesimo secolo ed usati fino agli anni Settanta ma il primo ponte pedonale fu costruito nel 1938, e la prima vera e propria strada carrabile che lo attraversa fu edificata nel 1995.
È il fiume più fangoso di tutta l'Islanda: infatti immette circa 112 tonnellate di argilla ogni giorno nell'Oceano Atlantico. Due tra i suoi maggiori affluenti sono il Sauðá e il Kringilsá.
Per via della rapidità del suo corso è la prima causa dell'erosione del canyon Dimmugljufur.
Come tutti i fiumi islandesi anche il Jökulsá á Dal ospita una grande diga idroelettrica.

## Fauna
Nella lingua di terra che si forma tra il suo corso e quello di Kringilsá si può trovare la più grande riserva naturale di renne, che furono importate dalla Norvegia settentrionale nel XVIII secolo. Le nuove generazioni di quelle mandrie ancora possono vagare libere nelle montagne orientali del Vatnajökull.